# Federico Tosi
Federico Tosi (ur. 18 września 1991 w Pietrasanti) – włoski siatkarz, grający na pozycji libero. 

## Sukcesy klubowe
Liga Mistrzów:
- 2017